# Baranowka (obwód czelabiński)
Baranowka (ros. Барановка) – wieś (dieriewnia) w Rosji, w obwodzie czelabińskim, w rejonie czebarkulskim. W 2010 liczyła 310 mieszkańców.